# GeneraXión Lucha Libre
GeneraXión Lucha Libre (registrada como GLL Perú) es una marca de entretenimiento deportivo. Su organización depende de un directorio que reúne miembros fundadores de antiguos grupos de interés enfocados en el wrestling que se encargan de la administración. La actividad primordial de GLL Perú es la lucha libre profesional.

## Historia

### Era Lucha en vivo (2005-2008)
El germen de GeneraXión Lucha Libre es, sin duda, la marca "Lucha en Vivo". Para fines de los 90, un grupo reducido de nuevos exponentes se levantaba como la nueva generación de la lucha libre peruana realizando funciones esporádicas en pequeños recintos. Es en el 2005 que Helton “The Game” Delgado, un empresario local, decide asumir el rol de promotor organizando algunos eventos en el coliseo Manuel Bonilla con el auspicio de la Municipalidad de Miraflores.
Esta serie de eventos prometían un regreso gradual de la lucha libre, la meta era tener shows con frecuencia adoptando el modelo de Estados Unidos, una historia detrás de cada enfrentamiento, música, personajes definidos y caracterizados. Incluso, se llegó a tener una división femenina.
Debido a la exigente agenda de un promotor, Delgado decidió dar prioridad a otras actividades más rentables. El relevo lo toma un empresario de estructuras metálicas, un exluchador de la era dorada de la lucha peruana: Rubén Cavallini, Robin Hood.
Para este momento, los nuevos valores eran jóvenes entrenados por Sandokán, El Enfermero, El Caballero Rojo, El Cóndor y Rudy Chile. Los nuevos nombres iban surgiendo de a pocos, Se fue conociendo a Heavy Metal, La Cobra, Espectro, El Infernal, Tanaka, Barracuda Jr. Escocia, La Comando, la Americana, Akira, entre otros.
Rubén Cavallini conoció rápidamente las limitaciones del oficio de promotor al no poder dedicarse al 100% a esta tarea. Delegó funciones en un luchador activo de su confianza conocido como Apocalipsis. Ambos se encargarían de organizar el proyecto más ambicioso hasta el momento: El Torneo Latinoamericano Hatun Auqui.

### El Título Internacional Hatun Auqui

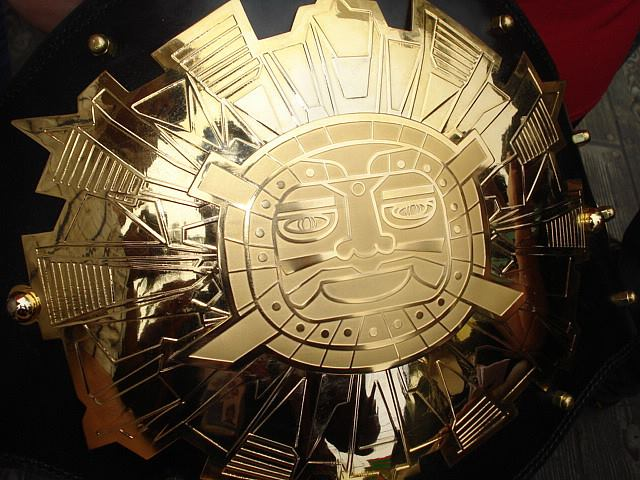
Título Internacional Hatun Auqui

El primer torneo Hatun Auqui se realizó en 2008 reuniendo a representantes de diversos países latinos: Montoya de Chile, Kuervo de Ecuador, Histeria de Bolivia y el “Último Chingón” de México. Justamente fue el mexicano quien se alzó con la victoria en la final ante Apocalipsis y Kuervo. 
El campeón mexicano causó controversia en su propio país ya que rompía el molde tradicional donde un luchador independiente difícilmente sobresale. Así, el Título se defendió en España, Medio Oriente, México y Chile gracias a la condición de independiente de "Último Chingón" quien tenía presentaciones en estos países.
Es en una segunda defensa en Chile donde el Hatun Auqui se queda como trofeo en la empresa Revolución Lucha Libre durante el año 2011.

### Era GeneraXión Lucha Libre - Fase 1 (2010-2012)
Ante la ausencia de los dos promotores más importantes en Perú, y con el talento humano dispuesto para realizar eventos, un último intento por relanzar la marca "Lucha en Vivo" se realiza en el distrito de San Luis, en Lima, bajo la organización de Sandokán y Enrique Cavallini, promotor de espectáculos circenses. Dicho intento no prosperó y la marca terminó por hundirse.
Es en este punto que el comunicador Carlos Navarro, quien venía apoyando en la organización de "Lucha en Vivo" desde el inicio, desarrolla una nueva imagen y un lanzamiento con una nueva producción. Parte de este proyecto incluía el nuevo nombre: GeneraXión Lucha Libre. Si bien el proyecto fue del agrado de los Cavallini, no prosperó debido a los desastrosos resultados de su última aventura y no tenían la intención de arriesgarse.
Navarro se dedicó a mejorar el concepto mientras esperaba encontrar un inversionista para que ejecutara el proyecto. Ante la falta de interés de diferentes productores, es él mismo quien decide lanzarlo junto a Sandokán vendiendo la idea a centros comerciales. Es el CC. CC. Minka quien compra la idea y programa una temporada conocida como "Noche de Titanes" en junio de 2011 en sus instalaciones.
El experimento resultó tan bien que el proyecto recibió nuevamente el espaldarazo de Rubén Cavallini recomendando a las autoridades del distrito de San Juan de Lurigancho que brindara un espacio para este espectáculo. La Municipalidad respondió positivamente y programó una temporada para fines del 2011. El ingreso de un entusiasta promotor, Eduardo Marín, impulsó el show "Noche de Titanes" donde se coronó al primer campeón: La Cobra. Marín tenía la intención de tener un pronto retorno de la inversión en una plaza que era nueva, los resultados iniciales no lo dejaron satisfecho y pronto abandonaría el proyecto no sin antes intentar comprar la marca, Navarro no aceptó la oferta ya que no la consideraba justa y, por motivos desconocidos, decide cerrar toda operación dejando la marca en una transición.

### Era GeneraXión Lucha Libre - Fase 2 (2013-2015)
Luego de una fase de transición, GLL Perú anuncia su relanzamiento bajo un completo hermetismo ya que nadie sabía quién estaba detrás de esta nueva etapa. Poco a poco se devela más sobre la nueva administración y es Guillermo Haro, miembro fundador del grupo "Perú Wrestling" (PW), quien anuncia a la nueva directiva que conforma GLL con él como parte de esta. Se supo después que la nueva administración se reunió gracias a exluchadores de "Lucha en Vivo" y LWA, otra empresa peruana de Lucha Libre, quienes contactaron a Navarro para reorganizar GLL y trabajar con gente de experiencia como lo era el equipo de PW. Es así como se forma la nueva GLL y entra en su segunda fase.
El primer evento que marcaba este reinicio se llamó "Hora Cero" y contó con el regreso del Título Hatun Auqui desde Chile. El encargado de enfrentar al chileno Montoya fue Necrómano quien recuperó el Hatun Auqui para Perú convirtiéndose en el primer peruano en tenerlo. En esa misma noche se reactivó el Campeonato Máximo de GLL, luego del periodo de transición, y fue el luchador conocido como Wolf quien se corona campeón tras derrotar a Heavy Metal.
Es en esta fase donde se abre el centro de entrenamiento de GLL: La academia Actitud con el objetivo de tener talento joven para el cambio generacional. Durante este tiempo los eventos de GLL fueron esporádicos ya que todos los esfuerzos se centraron en impulsar el centro de entrenamiento.
Es en abril de 2014 en el que nace el evento conocido como "Tierra de Campeones" siendo el más importante de la empresa y teniendo como estelarista al conocido Colt Cabana quien venía como campeón de Revolución Lucha Libre y debía enfrentar al representante de Chile, Coyote, y al nacional: Slayer. Justamente es el peruano quien se queda con el triunfo y el Campeonato Internacional Absoluto de RLL.
Posteriormente, Heavy Metal y La Cobra darían vida a un nuevo título, único en su clase en Perú, gracias a un popular programa de televisión. Después de más de 30 años, la Lucha Libre podía disfrutarse en horario estelar en señal abierta. Así fue el nacimiento del Campeonato Televisivo Peruano (conocido como PTT por la siglas del programa: "Perú Tiene Talento") el cual ha sido defendido en la Teletón 2015 y en Bolivia.

### Era GeneraXión Lucha Libre - Fase 3 (2016 - en adelante)
Los eventos organizados por GLL cada vez se volvieron más frecuentes ya que lograron alianzas con ferias temáticas abriendo sus fronteras más allá del distrito de Magdalena. Así visitaron Barranco y el Centro de Lima. A fines del 2015, los campeones entregan sus títulos respectivamente por motivos desconocidos dejando a la empresa con sus dos títulos importantes vacantes. Ante la situación, la empresa decide organizar GLL de manera administrativa y delegar funciones y responsabilidades entre los miembros del nuevo directorio. Esta fase se caracteriza por la institucionalización de un directorio el cual toma las decisiones administrativas y creativas de manera democrática.
El proyecto a mediano plazo de este directorio fue la organización del evento "Tierra de Campeones" (TDC) 2 comenzando sus operaciones en diciembre de 2015, con el evento Crisis Total, hasta abril de 2016 con la celebración de TDC. Es este evento el que marca la reactivación del Título Hatun Auqui y el Campeonato Máximo de GLL. Para darle más prestigio a TDC se invita a los luchadores internacionales Montoya, nuevamente por su revancha, y Sonjay Dutt, actual campeón NexGen de la empresa Global Force Wrestling. Es Dutt quien logra vencer la lucha de cinco estrellas para coronarse nuevo campeón Hatun Auqui ante Montoya, Slayer, Heavy Metal y Apocalipsis. 
Por otro lado, La Cobra se convertía nuevamente en campeón de la empresa al derrotar a Barracuda y Krauser en una lucha de tres esquinas.

## Alianza y expansión hacia Sudamérica
Para el relanzamiento de GLL en su fase 2 se contó con la alianza estratégica del Distrito de Magdalena del Mar quien brindó las instalaciones deportivas de la comuna para desarrollar el centro de entrenamiento Actitud con la condición de que fuera abierta para los vecinos de Magdalena. De igual manera se logró una alianza con la Municipalidad de San Miguel quien abrió sus puertas a este espectáculo para sus vecinos.
Acercamiento a grupos de hobbies permitió afianzar alianzas con ferias temáticas que incluyeron eventos de GLL en su parrilla de actividades, gracias a esto la empresa logró diversificar su público y salió de Magdalena a otros distritos.
El primer paso de la internacionalización fue entablar relaciones con empresas de otros países, tal es el caso de Lucha Fuerte Extrema en Bolivia y Revolución Lucha Libre de Chile. El acuerdo permite el intercambio de talento entre estas empresas en lo que se ha denominado la Alianza del Pacífico.

## Campeonatos

### Campeones actuales
| Campeonato                           | Campeón Actual      | R° | Obtenido el             | Días | Evento                                                             | Campeón Anterior |
| ------------------------------------ | ------------------- | -- | ----------------------- | ---- | ------------------------------------------------------------------ | ---------------- |
| Campeonato Internacional Hatun Auqui | Rayo                | 1  | 25 de noviembre de 2018 | 101  | El título se encontraba vacante debido a una lesión de Sonjay Dutt | Sonjay Dutt      |
| Campeonato Máximo GLL                | Rafael De Salamanca | 1  | 8 de julio de 2018      | 241  | Independencia 2018                                                 | Slayer           |
| Campeonato Televisivo Peruano        | Jhoan Stambuck      | 1  | 25 de noviembre de 2018 | 101  | Yawar Lucha                                                        | Astaroth         |

## Roster de GLL
| Luchador                      | Nota                                            |
| ----------------------------- | ----------------------------------------------- |
| Alex Godfrey                  |                                                 |
| Alexa Jade                    |                                                 |
| Astaroth                      |                                                 |
| Anarco                        |                                                 |
| Don Mark A                    |                                                 |
| Electro                       |                                                 |
| Johnny Tornado                |                                                 |
| Isis                          |                                                 |
| Kassius                       |                                                 |
| La Cobra                      |                                                 |
| Lady Fire                     |                                                 |
| Lunatic J                     |                                                 |
| L.J. Night                    |                                                 |
| Neo Akahoshi                  | Youtuber en el canal Geek Force Peru            |
| Paul Taylor                   |                                                 |
| Rey Pantera                   |                                                 |
| Ronin                         |                                                 |
| Slayer                        |                                                 |
| El Virrey Rafael de Salamanca | Actual Campeón Máximo de GLL                    |
| Jhoan Stambuck                | Actual Campeón Televisivo de GLL                |
| Mansilla                      | Representó al Perú en el Tryout de WWE en Chile |
| Reptil                        | Representó al Perú en el Tryout de WWE en Chile |

## Enlaces
1. ↑  «Mensaje de El Último Chingón, campeón del torneo latinoamericano de Perú». Superluchas. 19 de diciembre de 2008. Consultado el 10 de mayo de 2016.
2. ↑  «Cartelera final RLL Superv1vencia 2012 con la visita de El Ultimo Chin…». Superluchas. 31 de agosto de 2012. Consultado el 10 de mayo de 2016.
3. ↑  «Resultados GLL Perú “Noche de Titanes” (09/06) El regreso del campeón Lucian; La Cobra y Heavy Metal por una oportunidad». Superluchas. 13 de junio de 2011. Consultado el 10 de mayo de 2016.
4. ↑  Pérezdice, Carlos Miguel (7 de junio de 2012). «Lucha Libre Peruana: Esta semana inicia temporada 2012 – II de Noche deTitanes». Superluchas. Consultado el 10 de mayo de 2016.
5. ↑  «Resultados GLL Perú: Noche de Titanes 09/06 La Cobra se corona Campeón Nacional». Superluchas. 10 de junio de 2012. Consultado el 10 de mayo de 2016.
6. ↑  «Colt Cabana, ex luchador de la WWE, defenderá título en el Perú». El Comercio. Consultado el 10 de mayo de 2016.
7. ↑  «Colt Cabana a Perú.». Superluchas. 24 de marzo de 2014. Consultado el 10 de mayo de 2016.
8. ↑  GLL Perú (16 de mayo de 2015), Match televisado: Heavy Metal Vs La Cobra, consultado el 10 de mayo de 2016.

- Datos: Q25408654